# 下水道のワニ

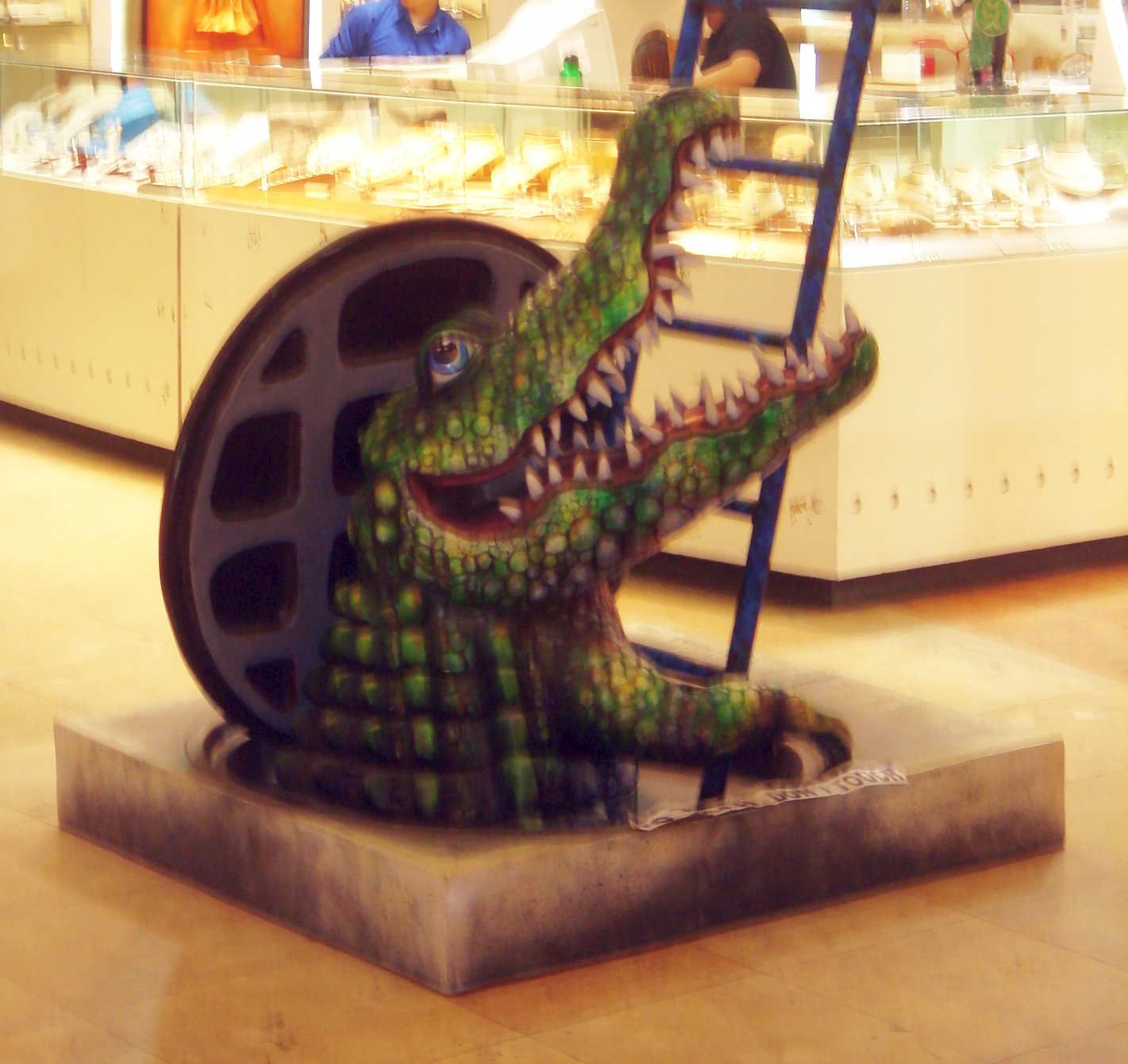
ショッピングセンターに展示された、下水道のマンホールから顔を出すワニのオブジェ

下水道のワニ（Sewer alligator）は、アメリカ合衆国各地で1920年代後半から1930年代前半にまで遡る、下水道にワニが棲んでいるという噂話であり、多くは都市伝説の一部となっている。これらの話の元は、特にニューヨーク市など、通常は棲息していないと思われる場所でワニが目撃されたという報告に基づくものである。

## 概要
『ニューヨーク・タイムズ』紙によると、ニューヨーク市では年間で約100匹のワニが救出されているという。違法にペットとして飼っていた家から直接救出されたもの（他の州ではオンラインで合法的に注文でき、小さいうちは郵送も可能である）や、脱出したまたは捨てられたワニが救出されたものである。後者の場合、救出されるまでの間に多くの人の注目を浴びることになる。後者の場合、短期間ならば下水道で生き延びることができるが、低温と人糞に含まれるバクテリアのため、長期の生存は不可能である。下水道維持職員は、下水道に棲息するワニは存在しないと主張している。
似たような話では、1851年にロンドンのハムステッドの下水道に野生の豚が棲息していたことがある。

## 都市伝説
下水道のワニの噂は、1930年代ごろから出回り始め、その後数十年間の積み重なりにより都市伝説として定着してきた。この話は、ニューヨークの下水道の現場監督をしていたテディ・メイが創作したフィクションではないかとも言われている。彼へのインタビューが、下水道のワニに関する最初の出版物の根拠となっている。ニューヨーク市の「下水道のワニ」の話はよく知られており、様々なバージョンが存在する。マンハッタン区では、毎年2月9日が「下水道のワニの日」(Alligators in the Sewers Day)となっている。
よくある噂話は次のようなものである。20世紀半ば、フロリダ州の土産物屋では、小さな水槽に入れた生きたワニの赤ちゃんを土産物として販売していた。ニューヨークから来た観光客は、それを買ってペットとして育てようとするが、手に負えないほど大きくなるとトイレに流してしまうという。
その後の展開は様々である。最も一般的な話は、生き残ったワニが下水道に住み着き、ネズミやゴミを食べて繁殖し、巨大化して下水道作業員を恐怖におののかせるというものである。ロバート・デイリーの1959年の著書"The World Beneath the City"（都市の下の世界）には、ニューヨークの下水道作業員がある夜、大きなアルビノのワニが自分の方に向かって泳いでくるのを見てショックを受け、その後何週間もかけて狩りが行われたと書かれている。
『ジャーナル・オブ・アメリカン・フォークロア』(Journal of American Folklore)には、この件について次のような記述がある。
1959年、"The World Beneath the City"という本がリッピンコット社から出版された。ロバート・デイリーが書いたこの本は、マンハッタン島の地下にある公共設備網の開発に関わる問題の歴史を綴ったものである。その中に「下水道のワニ」という章がある（187〜189ページ）。この章は、ニューヨークの下水道の現場監督を30年ほど務めたテディ・メイへのインタビューを基にしたものである。

メイによると、下水道検査員がワニを見たと最初に報告したのは1935年のことだったが、メイを始め誰もそれを信じなかった。その代わりに、下水道検査員たちを監視し、彼らがどのようにして下水管の中でウィスキーを手に入れているのかを調べるために部下を配置した。しかし、コールマンがワニを発見したという新聞記事を始めとする根強い報道があったため、メイは自分の目で確かめようとした。そして、報道が本当だったことがわかった。懐中電灯の光で照らしたワニの体長は、平均して2フィート（約1.5メートル）ほどだった。
メイは、毒入りのエサを使う、下水管に水を流し、.22口径のライフルを持ったハンターが待つ下水本管にワニを流し込むなどの駆除作戦を開始した。メイは1937年に「ワニはいなくなった」と発表した。1948年と1966年に報告された目撃情報は確認されていない。

しかし、「盲目のアルビノ」のワニについては言及されておらず、メイは、赤ん坊のワニは「トイレに流された」のではなく、雨水排水溝に捨てられたと示唆している。
トマス・ピンチョンの初の長編小説『V.』にも、下水道のワニに関する言及がある。この小説では、ニューヨークの百貨店のメイシーズでワニが50セントで売られていたという（フィクションの）記述がある。ワニに飽きた子供たちは、路上に放したり、下水道に流したりした。この本の主人公の一人であるベニー・プロフェインは、個体数が減るまで専業でペットだったワニを狩り続けている。
1973年に出版されたピーター・リップマンの児童書"The Great Escape: Or, The Sewer Story"（大脱出: または下水道の話）では、このワニを擬人化し、人間に変装して飛行機をチャーターしてフロリダの沼地に帰るという話になっている。
動物にまつわる異常な出来事を研究していた人類学者のローレン・コールマンは、1843年から1973年までの間に合衆国のあちこちで考えられない場所でワニに出会った事例を70件以上も報告している。その中で下水道でワニにあった事例として、1935年2月10日付の『ニューヨーク・タイムズ』に載った記事を挙げている。これによれば、ワニはマンハッタンの東123番通りにある地下道において雪をマンホールに捨てにいった少年達により発見され、レスキュー隊により射殺された。なお、なぜ下水道にワニがいたのかは不明とされている。
下水道以外でワニが発見された例として、1993年8月、石神井公園の三宝池で巨大ワニの目撃証言が相次いだため、マスコミが連日報道し、罠をしかけるなどの大騒動になったが、結局発見されなかった。

### 伝説の変種

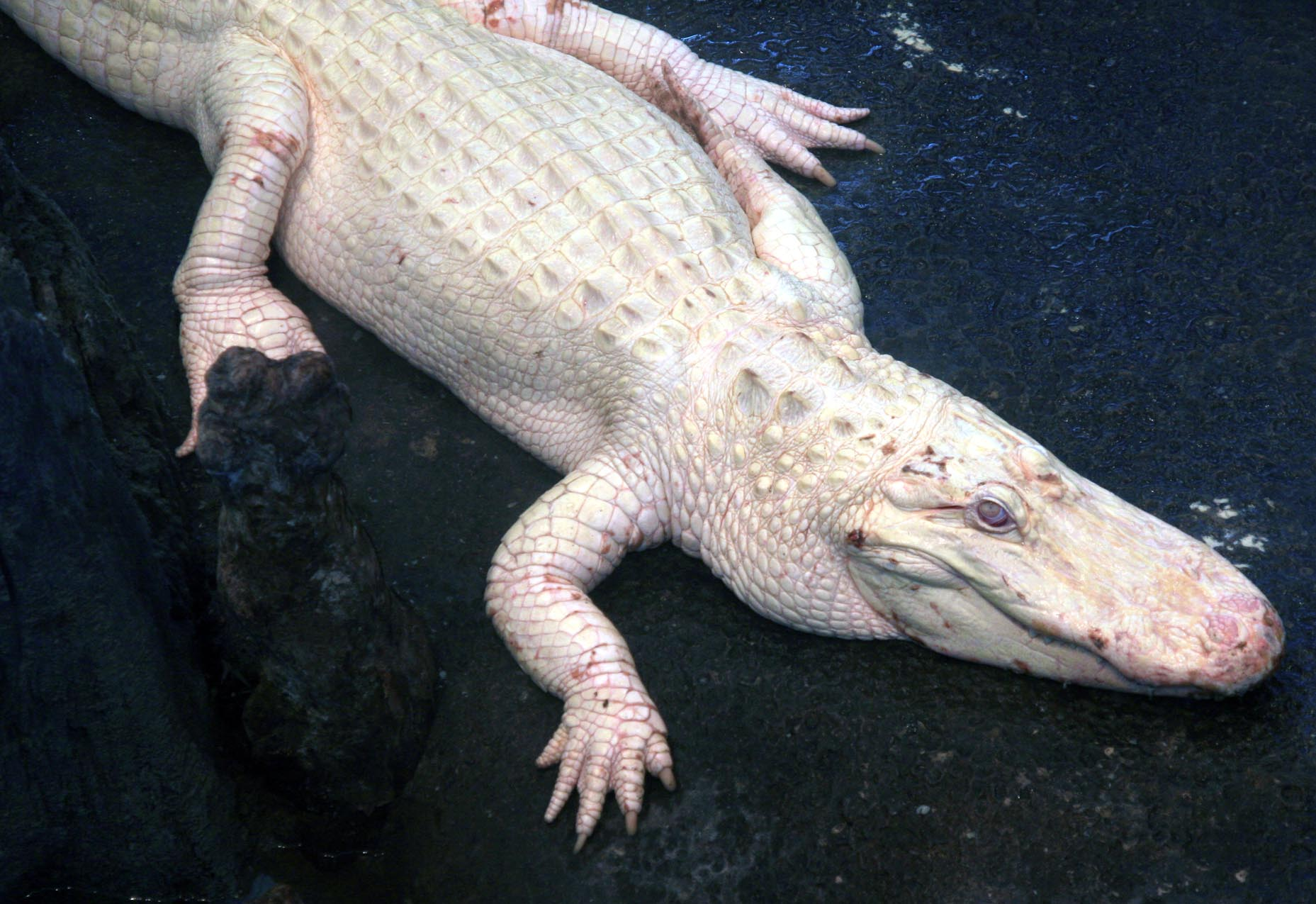
カリフォルニア科学アカデミーのアルビノのワニ

さらに、幼くして処分されたワニは、一生の大半を日光の当たらない環境で過ごすことになるため、やがて視力や皮の色素を失って、目の見えない完全なアルビノ（目が赤やピンクで真っ白な色）になってしまうという話もある。アルビノのワニが地下の下水道に引きこもるもう一つの理由は、日光に弱いためとしている。アルビノの皮膚には黒い色素がないため、日光から身を守ることができず、野生で生きていくのは非常に難しい。
下水道に棲息するうちに、様々な有毒化学廃棄物にさらされて変化し、奇形になったり、時には大きくなったり、奇妙な色になったりしているという変種もある。1980年の映画『アリゲーター』は、この都市伝説に基づく巨大なミュータントのワニを題材としたものである。
アルビノのワニは、トマス・ピンチョンの小説『V.』にも登場する。

## 創作物における「下水道のワニ」
以下の創作物のモチーフとなった。
- 小説：『V.』(1963年　トマス・ピンチョン)『白いワニの帝国』（五木寛之）・『群猫』（1965年 筒井康隆）
- 漫画：『ストップ!! ひばりくん!』・『仮面ライダーBlack』・『浦安鉄筋家族』・『街童子』
- 映画：『アリゲーター』（1980年）
- 映画：『ワニゲーター (英)』（2022年）
- アニメ：『機動警察パトレイバー』（TV版第38話『地下迷宮物件』、新OVA版第13話『ダンジョン再び』）
- ゲーム：『メタルマックス』（1991年）・『メタルマックスリターンズ』（1995年）・『バイオハザード2』（1998年）・『流行り神3』（2009年）
- アニメ：『こちら葛飾区亀有公園前派出所』（第145話 - 第193話中のオープニング『おいでよ亀有』の中で両津がアーケードのマンホールから落下して、下水道を泳ぐシーンで白いワニが追いかける）
- ドラマ：『世にも奇妙な物語』（マンホール）描写のみ
- シットコム：『愉快なシーバー家』下水道へ捨てたワニが成長して復讐をしに戻ってくるというストーリーの自主製作映画を作るエピソードが登場

### 情報源
- Tales From the Urban Crypt: Legendary whoppers about Gotham run the ghastly and ghostly gamut Urbanlegends.com. Retrieved April 26, 2010